# سوفیا توکالینو
سوفیا توکالینو (اسپانیایی: Sofía Toccalino‎؛ زادهٔ ۲۰ مارس ۱۹۹۷) بازیکن هاکی روی چمن زن اهل آرژانتین است.